# Condé Nast Building
Condé Nast Building er en moderne skyskraber i New York. Den ligger på Times Square i Manhattans Midtown-distrikt, og stod færdig i 2000. Bygningen har 150.000 m² gulvareal og er 247 meter høj, noget som gør den til den tolvte højeste bygning i New York.